# Auguste Achintre
Joseph Frédéric Auguste Achintre, né le 19 mars 1834 et mort le 25 juin 1886, est un journaliste et un essayiste franco-canadien.

## Biographie
Né à Besançon le 19 mars 1834, fils de Guillaume Auguste Achintre, pharmacien originaire de Caderousse (Vaucluse) et de Anne Marie Duprey originaire de Montferrand-le-Château (Doubs).
Il est élevé par son oncle, qui l'intéresse tôt à la littérature, avant qu'il ne se choisisse une carrière militaire, puis revienne vers les lettres. Éduqué à Paris, il étudie au conservatoire royal de musique et, plus tard, s'installe dans les Antilles.
En Haïti, il fonde des journaux, publie quelques livres et fait de la politique. Pris dans une affaire, il est emprisonné et condamné à mort avant d'être gracié par Fabre-Nicolas Geffrard, qui le nomme ambassadeur haïtien à Washington. Lors de son voyage vers New York, la république haïtienne est renversée et il ne peut obtenir son poste d'ambassadeur.
Pour gagner le chemin vers Montréal, il doit s'engager dans une troupe de théâtre française et fait le tour de l'Amérique jusqu'à son arrivée dans la ville en 1861, où il s'établit définitivement cinq années plus tard. Pendant près de deux décennies, il choisit la carrière de journaliste et collabore à des quotidiens comme L'Événement, La Minerve, Le Pays, L'Opinion publique et La Presse. Ses collaborateurs immédiats sont Gustave-Adolphe Drolet, George-Édouard Desbarats et Hector-Louis Langevin.
En littérature canadienne, Achintre est surtout connu pour les dossiers parlementaires qu'il rédige vers 1871 et qui ont servi de référence aux historiens. Auteur du Manuel électoral, il publie également une étude de l'île Sainte-Hélène, des librettos d'opéras, des études gouvernementales, ainsi qu'une cantate à la confédération, qui fut mise en musique par Jean-Baptiste Labelle.  Il aspirait de revenir définitivement dans son pays natal, mais abandonna ce projet et décida de demeurer à Montréal pendant les années 1880.
En 1883 et 1885, il écrit ses dernières séries de nouvelles et essais, qui sont publiées dans La Presse et les Nouvelles Soirées canadiennes. Il décède à Montréal le 25 juin 1886.

## Source principale
- Dictionnaire biographique du Canada